# Maison Julien-Gracq
La maison Julien-Gracq se compose de la maison familiale de l'écrivain, de jardin et d'une bâtisse nommée "le Grenier a sel",  situés dans la commune de Saint-Florent-le-Vieil en Maine-et-Loire.
L'écrivain français Julien Gracq y résida. Il a fait don de la maison familiale afin qu'elle soit dédiée aux résidences d'écriture et de création . La bâtisse médiévale se nommant Le Grenier à sel  léguée par Julien Gracq avec sa maison familiale se situant sur les quais de la Loire à Saint-Florent-le-Viel (Anjou) se visite d'avril à novembre. Elle se divise en deux niveaux. Au rez-de-chaussée, la Chambre des cartes est un espace de découverte de l’écrivain et un lieu d’exposition temporaire. Au premier étage, la bibliothèque remarquable offre à lire près de 5000 livres dont environ la moitié ont appartenu à l'écrivain.   .
Une vingtaine de résidences d'écriture et de création ont eu lieu chaque année.
La maison Julien-Gracq est labellisée « Maisons des Illustres ».
L’association gestionnaire de la maison est présidée par Armel Pécheul, élu des Sables-d’Olonne et ancien membre du MPF de Philippe de Villiers.

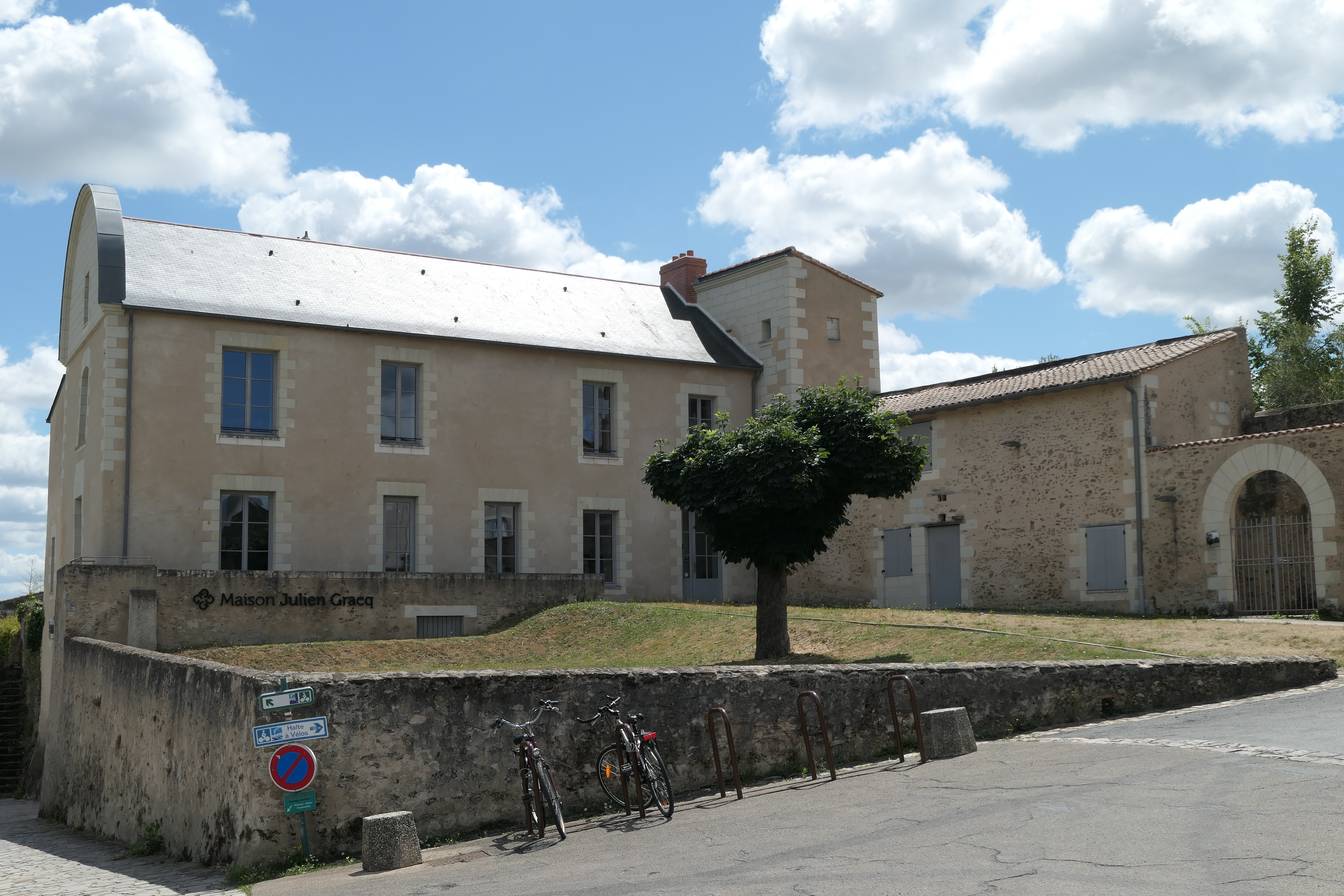
Maison Julien-Gracq
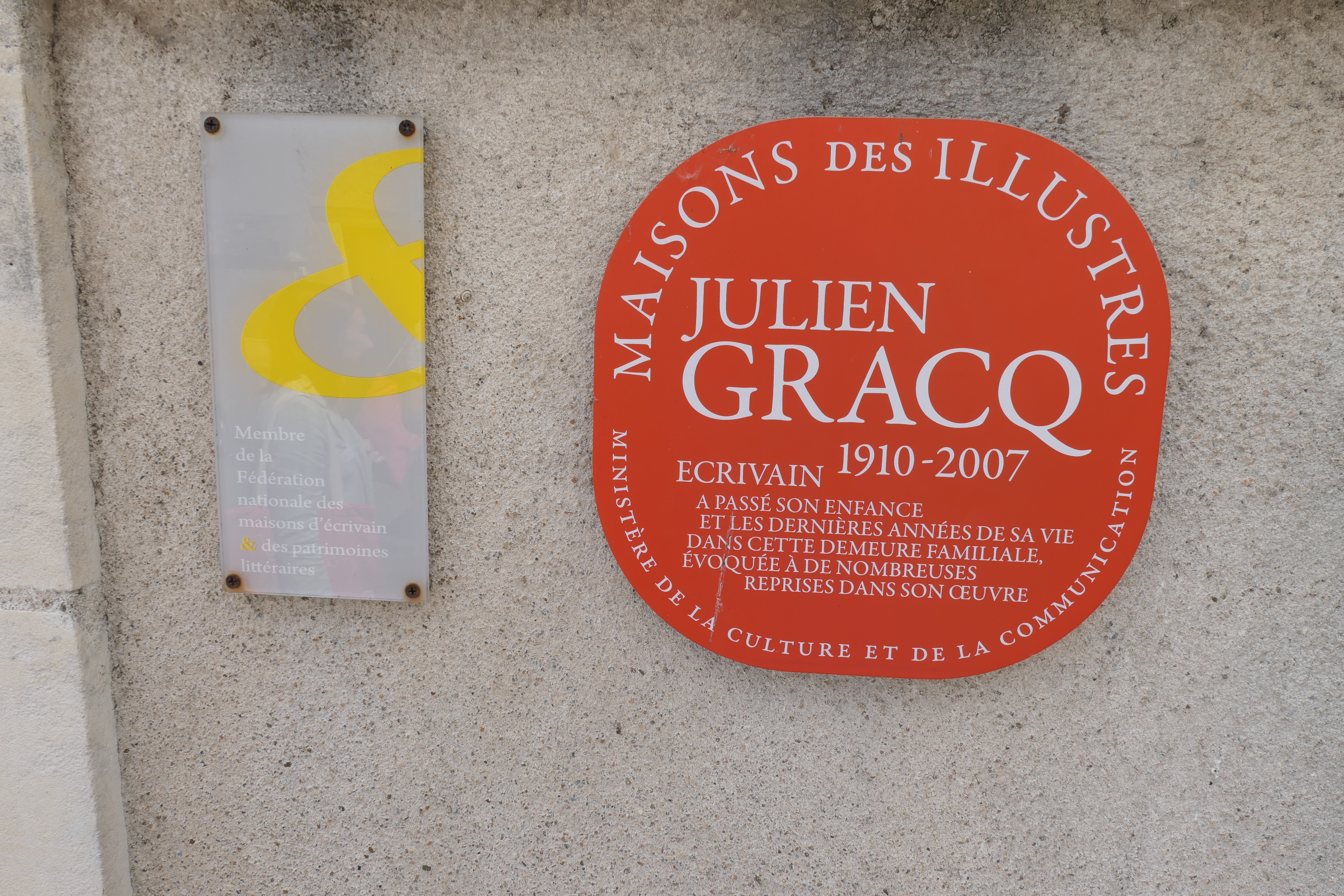